# 兎の口症候群
兎の口症候群（Rabbit syndrome）は、抗精神病薬の錐体外路性副作用の中でも稀な病態で、約5Hzの速度で口周囲の震えが生じるものである。兎の口症候群は、舌を動かさず、垂直面に沿って口を不随意に細かくリズミカルに動かすことが特徴であり、ウサギの咀嚼運動に似ている。長期間の薬物療法の後に見られることが多く、ハロペリドール、フルフェナジン、ピモジドなどの薬理作用の強い薬剤で顕著に見られる。一方、チオリダジン、クロザピン、オランザピン、アリピプラゾール、低用量リスペリドンでは発生率が低い。
兎の口症候群は、抗コリン薬で治療する事が出来る。一般的には治療後数日以内に消失するが、抗コリン薬の投与を中止すると再び出現する事がある。また、抗コリン作用の高い非定型抗精神病薬に変更するという治療戦略もある。